# Maria J. Pfannholz
Pia Mayer-Gampe, Pseudonyme Maria Johanna Pfannholz und Maria J. Pfannholz (* 1955 in München) ist eine deutsche Autorin von Science-Fiction und Kriminalromanen.

## Leben
Pfannholz wurde in München als Tochter des Autors Carl Amery geboren. Nach einem Studium der Forstwirtschaft wurde sie Schriftstellerin. Sie veröffentlichte zunächst Sachbücher und Science-Fiction. 1989 wurde ihr Roman Den Überlebenden mit dem Deutschen Science Fiction Preis ausgezeichnet. 1991 erhielt sie den Förderpreis der European Science Fiction Society.
Sie lebte für einige Jahre in Bhutan. Nach ihrer Rückkehr nach Deutschland veröffentlichte sie Kriminalromane. Heute lebt sie mit ihrer Familie in Oberbayern.

## Werke
- Waldherz, Meßkirch: Gmeiner Verlag, 2015. ISBN 978-3-8392-4755-6
- Heimatkrimi, Meßkirch: Gmeiner Verlag, 2014. ISBN 978-3-8392-1534-0
- Den Überlebenden – Die sieben Flaschenposten des Anton Gstettner, München: Heyne, 1991. ISBN 978-3453031463